# Lom (kraj ustecki)
Lom − miasto w Czechach, w kraju ujskim. Według danych z 31 grudnia 2003 powierzchnia miasta wynosiła 1 681 ha, a liczba jego mieszkańców 3 736 osób.

## Demografia
| Rok             | 1970  | 1980  | 1991  | 2001  | 2003  |
| --------------- | ----- | ----- | ----- | ----- | ----- |
| Liczba ludności | 4 861 | 4 042 | 3 214 | 3 621 | 3 736 |

Źródło: Czeski Urząd Statystyczny